# 臺灣水青岡
臺灣水青岡（學名：Fagus hayatae）又名臺灣山毛櫸、早田氏山毛櫸、臺灣山毛雞榆
，屬殼斗科山毛櫸屬，為落葉性喬木，樹高可達20公尺，胸高直徑可達70公分，大多生長在山稜線附近，在新北市、桃園市和宜蘭縣一帶分布最多。
由於結實率偏低，種子不易發芽，屬於公告的台灣珍稀植物。日前成立的插天山自然保留區中，有大面積的山毛櫸林。
學名中的「早田」（はやた；Hayata）乃為紀念日治時代到台灣研究的植物學家早田文藏。

## 外部連結
- Fagus hayatae Palib.臺灣山毛櫸 （页面存档备份，存于）數位典藏聯合目錄
- 追尋珍稀植物－台灣水青岡的蹤跡